# Paul Ereng
Paul Ereng (Kitale, Provincia del Valle del Rift, 22 de agosto de 1967) es un atleta keniano especialista en la prueba de 800 metros y campeón olímpico de esta distancia en los Juegos de Seúl 1988.

## Inicios
Cuando vivía en Kenia era un prometedor corredor de 400 metros con una marca de 45,6. Sin embargo a finales de 1987 se trasladó a vivir a Estados Unidos tras obtener una beca para estudiar en la Universidad de Virginia. Allí se pasó a la prueba de 800 metros.
En 1988 ganó el título universitario de la NCAA en esta distancia, y luego participó en varias carreras en Europa, donde no obtuvo grandes resultados. 
Posteriormente acudió a Kenia para participar en los campeonatos nacionales de su país, donde acabó 3.º, con lo que obtuvo una plaza en el equipo que acudiría a los Juegos Olímpicos de Seúl 1988.

## Seúl 1988
Paul Ereng no estaba ni mucho menos entre los favoritos para ganar en Seúl. A priori los favoritos eran el marroquí Saïd Aouita, el estadounidense Johnny Gray, y el brasileño campeón olímpico de Los Ángeles '84 Joaquim Cruz. También entraban en los pronósticos otros atletas como Steve Cram, Peter Elliot o José Luiz Barbosa, pero en ningún caso Paul Ereng.
Sin embargo ya en las semifinales había dado un aviso ganando con 1:44,55 que mejoraba su marca personal. La final se desarrolló a un ritmo muy rápido, con el keniano Nixon Kiprotich y el brasileño José Luis Barbosa tirando muy fuerte. El primer 400 se pasó en 49,54 y Paul Ereng ocupaba una de las últimas posiciones. A falta de 200 metros tomó la cabeza Joaquim Cruz, mientras Aouita y Elliot le pisaban los talones. 
Parecía que entre los tres estaría la victoria. Sin embargo Paul Ereng, que entró en la recta de meta en 4.ª posición, remontó de forma espectacular en los últimos metros para acabar consiguiendo la medalla de oro con una marca de 1:43,45. La plata fue para el brasileño Cruz (1:43,90) y el bronce para el marroquí Aouita (1:44,06)
Como detalle de hasta que punto era un atleta poco conocido, la cadena norteamericana NBC confundió durante la retransmisión a Ereng con su compatriota Kiprotich, dando a este como ganador. Solo salieron de su error después de acabada la prueba.

## Después de los Juegos
En marzo de 1989 participó en los Campeonatos del Mundo en pista cubierta de Budapest. Siguiendo la misma táctica de empezar ocupando posiciones retrasadas para remontrar al final, logró el triundo con 1:44,84, que suponía un nuevo récord mundial en la prueba, rebajando en una décima el anterior récord de Sebastian Coe. 
Esta actuación hizo crecer las expectativas de que podría batir también el récord de Coe al aire libre. Durante ese verano ganó 14 de las 15 carreras que disputó, consiguiendo su mejor marca en Zúrich con 1:43,16
Sin embargo, y pese a tener solo 22 años, su carrera empezó a declinar muy rápidamente, y nunca volvería a rebajar esa marca. Su único triunfo en los años siguientes fue renovar su título mundial indoor en 1991 en Sevilla. 
En los mundiales al aire libre de Tokio 1991 solo puso ser 4.º, en una carrera ganada por su compatriota Billy Konchellah.
Por último, en los Juegos Olímpicos de Barcelona 1992, no logró siquiera clasificarse para la final, donde sí estuvieron sus compatriotas William Tanui y Nixon Kiprotich, que ganarían el oro y la plata respectivamente.
Con solo 25 años, Paul Ereng se retiró del atletismo tras los Juegos de Barcelona. En 1993 se graduó en la Universidad de Virginia. Actualmente es entrenador de atletismo en la Universidad de Texas.

## Resultados
- Juegos Olímpicos de 1988 - 1.º en 800 m (1:43,45)
- Mundiales Indoor de Budapest 1989 - 1.º en 800 m (1:44,84)
- Mundiales Indoor de Sevilla 1991 - 1.º en 800 m (1:47,08)
- Mundiales de Tokio 1991 - 4.º en 800 m (1:44,75)
- Juegos Olímpicos de Barcelona 1992 - Elim. en semifinales.